# Buick Encore
Buick Encore – samochód osobowy typu crossover klasy subkompaktowej produkowany pod amerykańską marką Buick w latach 2012–2023.

## Pierwsza generacja

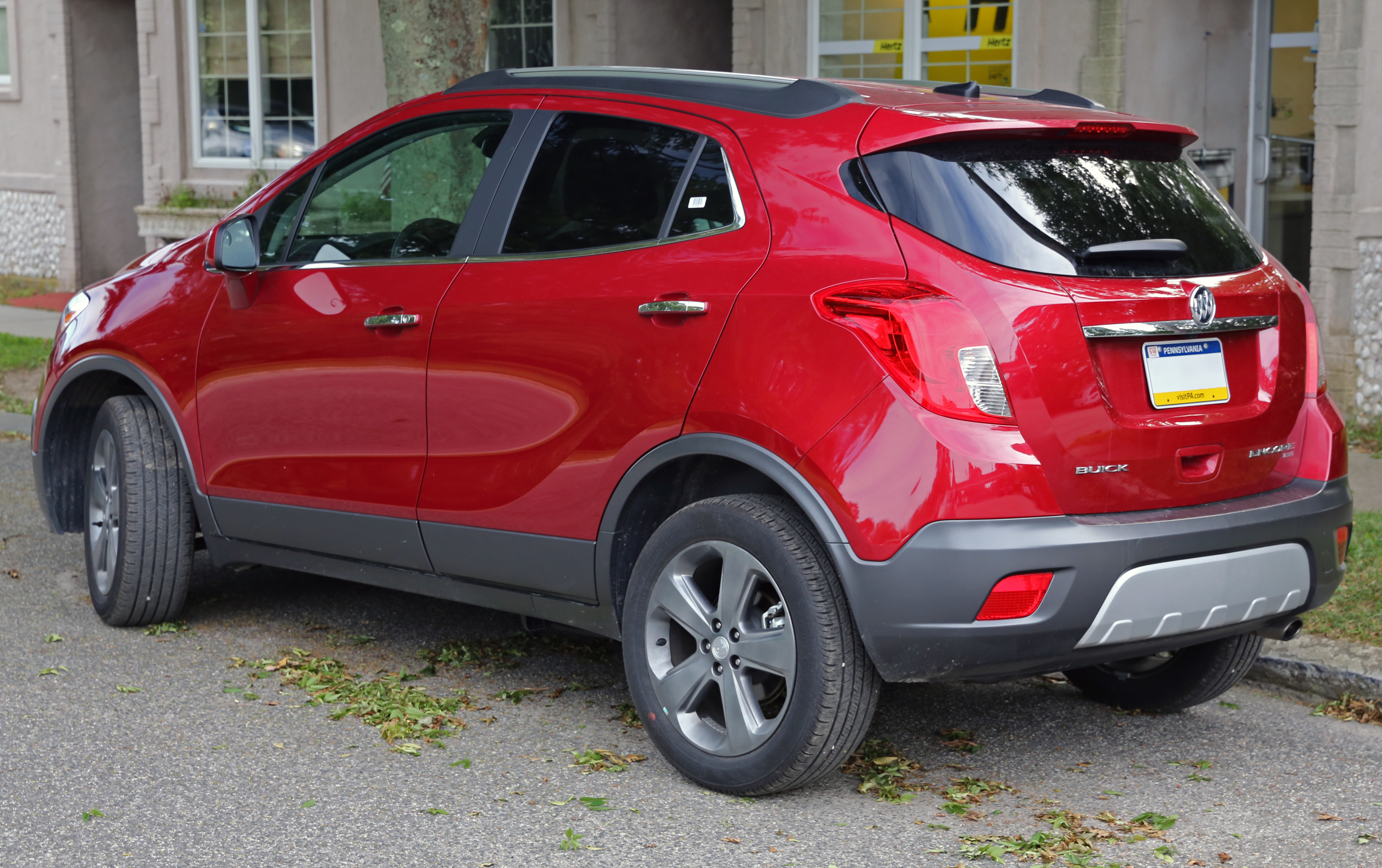
Buick Encore I – tył

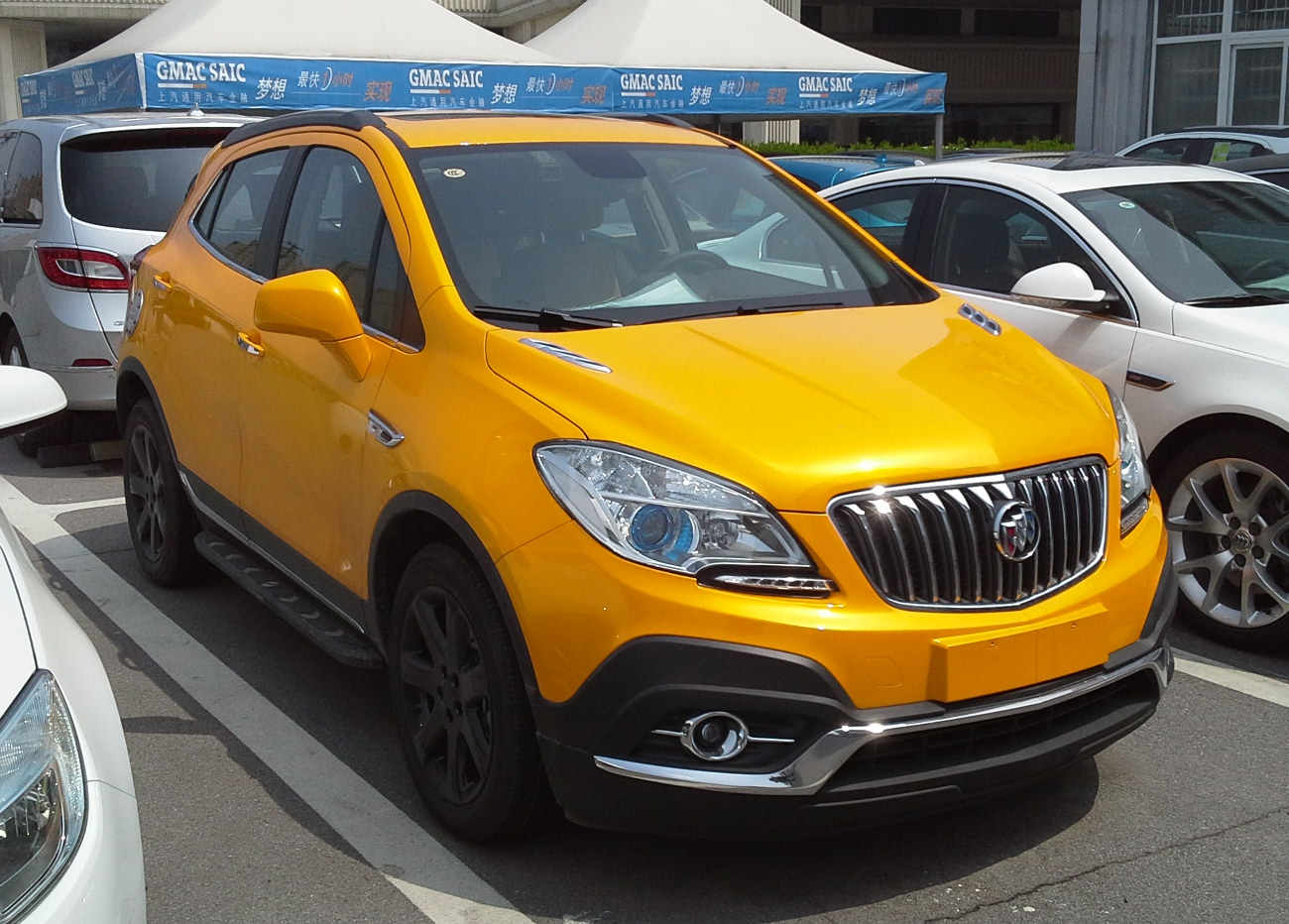
chiński Buick Encore I

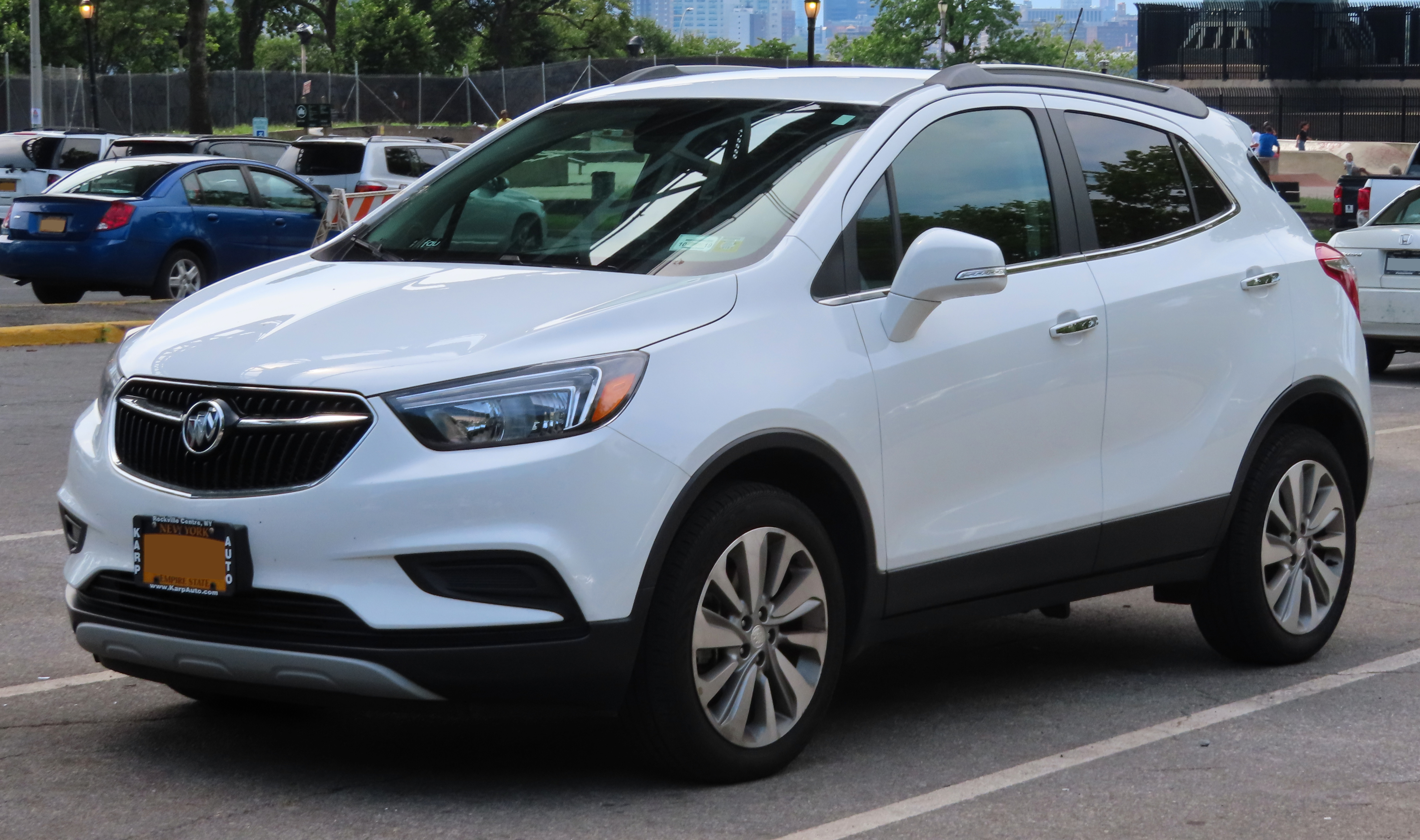
Buick Encore I po liftingu

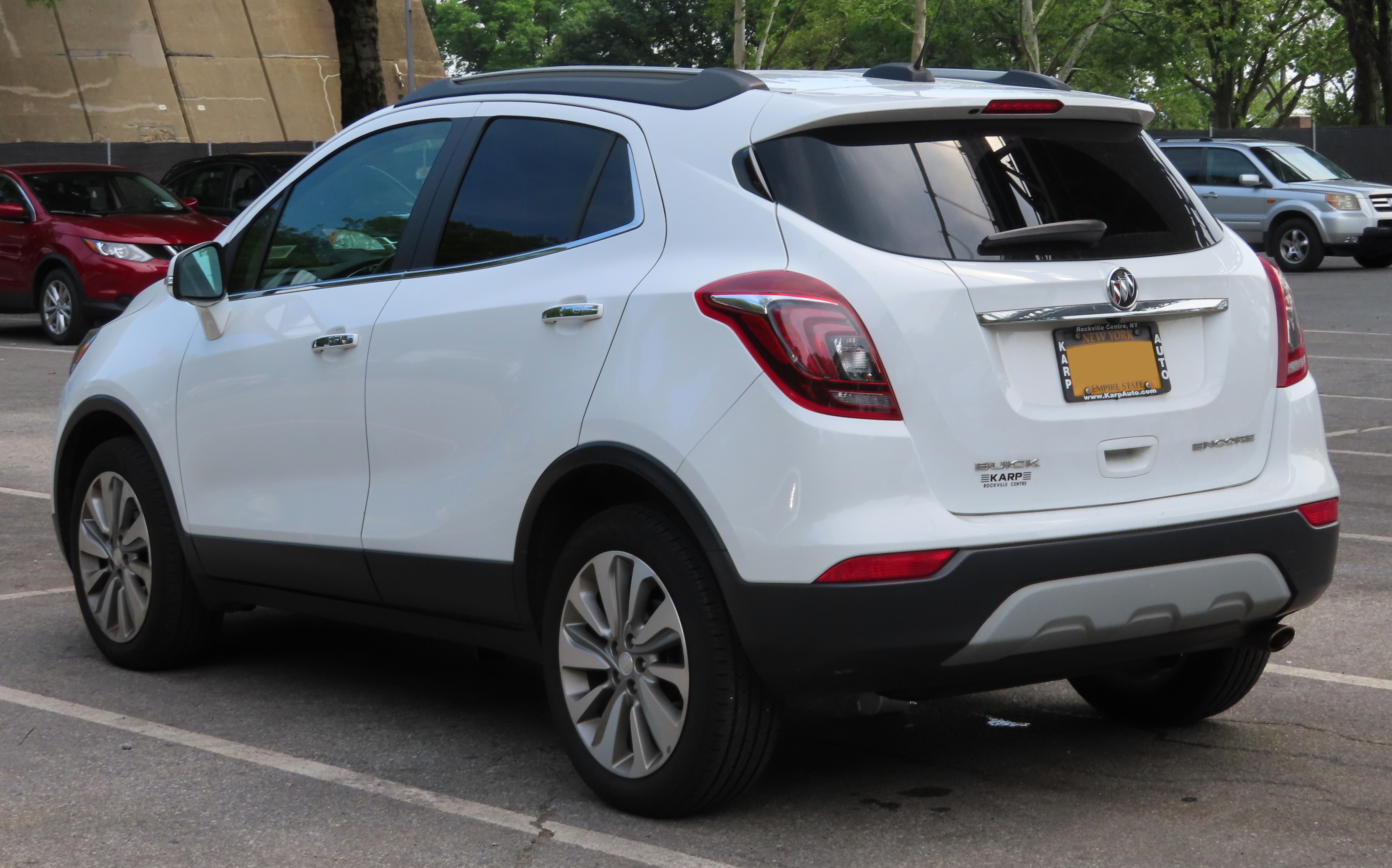
Buick Encore I – tył po liftingu

Buick Encore I został po raz pierwszy zaprezentowany w 2012 roku.
Encore to pierwszy miejski crossover w ofercie Buicka, bęcący jednocześnie najmniejszym modelem w ofercie marki. Samochód zadebiutował po raz pierwszy w styczniu 2012 roku, będąc wynikiem kolejnej w tym czasie współpracy amerykańskiej marki z europejskim Oplem. Bliźniaczą wersją oferowanego w Stanach Zjednoczonych, Kanadzie i Chinach crossovera Buicka był Opel Mokka, od którego Encore różnił się jedynie większą ilością chromu na nadwoziu, innymi dostępnymi wzorami alufelg, inną kolorystyką nadwozia i zderzaków oraz innym wypełnieniem atrapy chłodnicy.
Sprzedaż Buicka Encore I ruszyła we wrześniu 2012 roku. Z podstawową ceną $24 950, był to najtańszy samochód w ofercie Buicka w Stanach Zjednoczonych.

### Lifting
W kwietniu 2016 roku Buick przedstawił Encore pierwszej generacji po gruntownej modernizacji, którą równocześnie objął europejski Opel Mokka X. Samochód otrzymał nowy wygląd pasa przedniego z węższymi, podłużnymi reflektorami, mniejszą atrapą chłodnicy z nowym wzorem i charakterystyczną poprzeczką, a także inne wypełnienie tylnych lamp i nowy wzór zderzaka.
Ponadto, pojawił się też całkowicie nowy projekt deski rozdzielczej. Pojawił się nowy układ nawiewów z umieszczonym między nimi ekranem dotykowym do sterowania systemem multimedialnym.

### Sprzedaż
Buick Encore to odpowiednik pierwszej generacji Opla/Vauxhalla Mokka oferowanego w Europie, który powstał z myślą o rynku Ameryki Północnej i Chin. Wraz z prezentacją w Chinach zupełnie nowego, drugiego wcielenia Buicka Encore w kwietniu 2019 roku, produkcja samochodu zakończyła się w zakładach w Szanghaju. Jako że nie jest planowane wprowadzenie jej do sprzedaży w Ameryce Północnej, Buick zdecydował się zastąpić Encore większym modelem Encore GX. Pomimo tego, produkcja Encore'a pierwszej generacji dla Stanów Zjednoczonych i Kanady trwała jeszcze kolejne 3 lata, do 2022 roku.

### Silniki
- R4 1.4l MPI
- R4 1.4l DI
- R4 1.6l MPI
- R4 1.6l Turbo Diesel
- R4 1.7l Diesel
- R4 1.8l Diesel

## Druga generacja

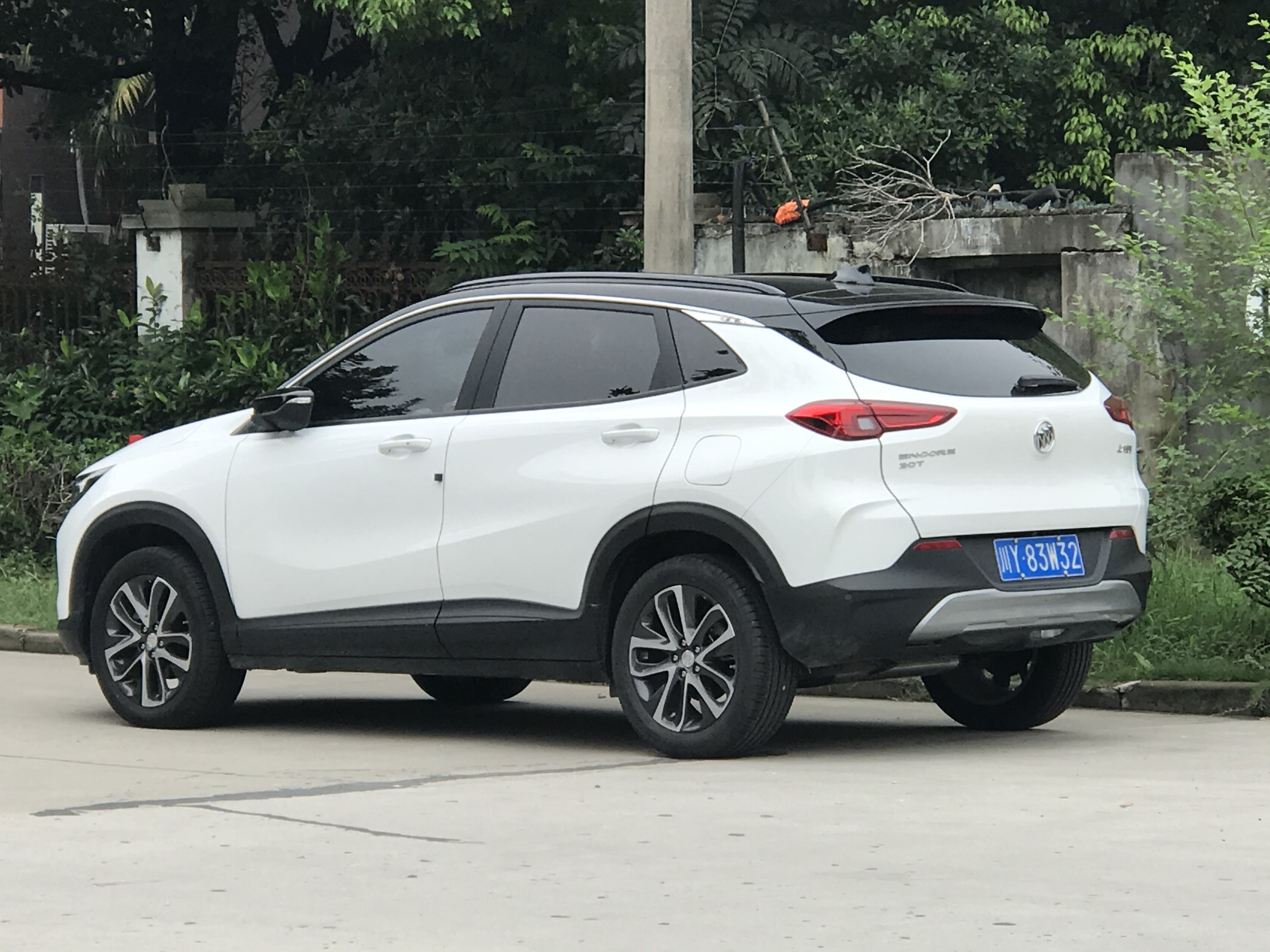
Buick Encore II - tył

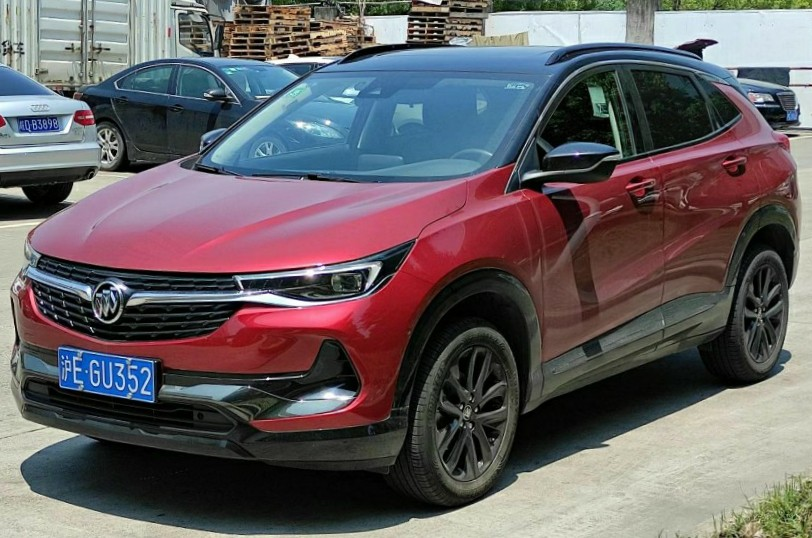
Buick Encore II Red Line

Buick Encore II został zaprezentowany po raz pierwszy w 2019 roku.
W kwietniu 2019 roku chiński oddział Buicka przedstawił zupełnie nową drugą odsłonę Encore, która zadebiutowała razem z pokrewnym, o segment większym kompaktowym crossoverem Encore GX. W przeciwieństwie do tego modelu, Encore II oferowane jest tym razem tylko na rynku chińskim, gdzie jest też wytwarzane od połowy roku w Szanghaju.
W porównaniu do poprzednika, Encore II zyskało zupełnie nową koncepcję nadwozia. Samochód zyskał większą atrapę chłodnicy w nowym stylu marki, trzecie okienko w słupku C, a także więcej przetłoczeń na nadwoziu i węższe, dwuczęściowe tylne lampy. Dzięki zbudowaniu na nowej platformie koncernu General Motors, Encore drugiej generacji stało się większe i przestronniejsze w środku.

### Silniki
- R3 1.0l EcoTec
- R3 1.3l EcoTec